# Pharsalia
Pharsalia är ett släkte av skalbaggar. Pharsalia ingår i familjen långhorningar.

## Dottertaxa tillPharsalia, i alfabetisk ordning[1]
- Pharsalia andoi
- Pharsalia antennata
- Pharsalia biplagiata
- Pharsalia borneensis
- Pharsalia cameronhighlandica
- Pharsalia clara
- Pharsalia claroides
- Pharsalia dunni
- Pharsalia duplicata
- Pharsalia gibbifera
- Pharsalia granulipennis
- Pharsalia implagiata
- Pharsalia indica
- Pharsalia jaccoudi
- Pharsalia lentiginosa
- Pharsalia malasiaca
- Pharsalia mandli
- Pharsalia matangensis
- Pharsalia mortalis
- Pharsalia nicobarica
- Pharsalia obliquemaculata
- Pharsalia ochreomaculata
- Pharsalia ochreopunctata
- Pharsalia ochreostictica
- Pharsalia patrona
- Pharsalia philippinensis
- Pharsalia proxima
- Pharsalia pulchroides
- Pharsalia saperdoides
- Pharsalia setulosa
- Pharsalia strandi
- Pharsalia subgemmata
- Pharsalia supposita
- Pharsalia suturalis
- Pharsalia thibetana
- Pharsalia tonkinensis
- Pharsalia trimaculipennis
- Pharsalia truncatipennis
- Pharsalia variegata